# Dumitru Bejan
Dumitru Bejan (n. 15 septembrie 1928, Bogdănița, România) este un fost om politic comunist român.
Profesiunea sa de bază a fost lăcătuș mecanic. Dumitru Bejan a fost membru de partid din 1946.
A fost membru în Marea Adunare Națională în perioadele 1965 - 1969, 1975 - 1980 și 1985 - 1989 și membru  C.C al P.C.R în perioada 1969 - 1989.
De asemenea, a fost ministru secretar de stat în mai multe guverne comuniste și a fost distins cu mai multe decorații, inclusiv Ordinul „Steaua Republicii Socialiste România”, clasa a III-a.

## Distincții
- Ordinul „Tudor Vladimirescu” clasa a IV-a (30 aprilie 1966) „cu prilejul celei de-a 45-a aniversări de la înființarea Partidului Partidului Comunist din România, pentru merite deosebite în opera de construire a socialismului”[2]
- Ordinul „Steaua Republicii Socialiste România” clasa a III-a (4 mai 1971) „cu prilejul aniversării a 50 de ani de la constituirea Partidului Comunist Român, [...] pentru merite deosebite în opera de construire a socialismului”[3]